# Dan upora proti okupatorju
Dan upora proti okupatorju (včasih samo Dan osvobodilne fronte ali Dan OF) je državni praznik, ki se v Sloveniji praznuje 27. aprila. Na dan 26. aprila leta 1941 je bilo v Ljubljani dogovorjeno, da se ustanovi organizacija odpora, ki se je poimenovala v Osvobodilno fronto slovenskega naroda. OF je bila sicer ustanovljena dan prej, 26. aprila 1941, v hiši književnika Josipa Vidmarja, kjer so se sestali predstavniki nekaj političnih strank in kulturnih delavcev. To so bili: Boris Kidrič, Boris Ziherl, Aleš Bebler (za KP), Josip Rus (za levo krilo Sokolov), Tone Fajfar (za Krščanske socialiste), Ferdo Kozak, Franc Šturm in Josip Vidmar (za Slovenske kulturne delavce). Prvotno ime ob ustanovitvi je bilo »Protiimperialistična Fronta«. Nastala je deset dni zatem, ko je jugoslovanska vojska v Beogradu podpisala vdajo, in dobrih 14 dni po okupaciji Slovenije.
27. aprila 1944 Poverjeništvo Pokrajinskega narodnoosvobodilnega odbora za Slovensko Primorje odredi 27. april za narodni praznik in dela prost dan (poleg 1. in 9. maja), dan pa uradno  postane praznik, ko je prezidij Ljudske skupščine Slovenije 23. februarja 1948 sprejel zakon s katerim je izpostavil dan ustanovitve O.F. kot najsvetlejšega in najvišjega izmed vseh slovenskih dni. Praznuje se do 1951, ko ga na pritisk Srbov in ob podpori Borisa Kidriča ljudska skupščina LR Slovenije na običajni seji ukine - saj je bil slovenski upor datumsko pred uporom Srbov. Čeprav 27. april že 1952 ni bil več dela prost in se ni več omenjal, je bila uradno njegova ukinitev objavljena šele 1958. 1951 se na pobudo kongresa Osvobodilne fronte Slovenskega naroda uvede nov praznik 22. julij - Dan vstaje slovenskega naroda, ko so trije pripadniki šmarnogorske partizanske skupine streljali na nekdanjega orožnika, z utemeljitvijo, da so se tedaj "začele na slovenski zemlji prve organizirane partizanske akcije". Uradno se Dan upora proti okupatorju kot praznik obnovi septembra leta 1968 na pobudo Josipa Vidmarja, ki pravi: “To ni začetek našega boja, začetek našega boja je 27. april, dan ustanovitve OF. Ne lastimo si prvenstva, da smo bili prvi s puško v roki. S puško v roki so bili prvi drugi, a politično organizirani smo takrat že bili,”.
Zakaj je bil kot dan praznika kljub nasprotovanju zgodovinarjev izbran in ohranjen 27. april namesto 26. ni jasno, ena od razlag je, da nihče ni želel praznika na dan, ko je Adolf Hitler obiskal Maribor (26. aprila 1941).